# Johan (film)
Pour plus de détails, voir Fiche technique et Distribution.
Johan est un film français réalisé par Philippe Vallois et sorti en 1976.

## Fiche technique
- Titre : Johan
- Titre original : Johan, carnet intime d'un homosexuel
- Réalisation : Philippe Vallois
- Scénario : Philippe Vallois et Laurent Olivier
- Photographie : François About
- Son : Thierry Sabatier
- Montage : Marie Béhar et Philippe Vallois
- Société de production : Vallois 2
- Pays de production :  France
- Durée : 81 minutes
- Dates de sortie : 
  - France - mai 1976 (présentation au festival de Cannes)[1],[2]
  - France - 23 mars 2015 (sous le titre Johan, mon été 2015)[3]

## Distribution
- Philippe Vallois
- Marie-Christine Weill
- Patrice Pascal
- Laurent Laclos
- Jean-Paul Doux
- Jean-Lou Duc
- Alexandre Grecq

## Sélection
- Festival de Cannes 1976 (« Perspectives du cinéma français »)